# محمدعلی خان (سپهسالار ایران)
محمدعلی خان از مقامات و فرماندهان نظامی صفوی و لزگی الاصل بود. او به عنوان فرمانده کل ارتش (سپهسالار) و به عنوان حاکم استان اریوان (همچنین به عنوان چوخور سعد) در زمان پادشاهی سلطان حسین (۱۶۹۴–۱۷۲۲) خدمت کرد. .
محمدعلی خان که برادرزاده وزیر اعظم فتحعلی خان داغستانی (۱۷۱۶–۱۷۲۰) بود، در سال‌های پر هرج و مرجی که دولت صفویه در حال فروپاشی و رو به زوال بود، خدمت کرد. او در سال ۱۷۱۶ در پی شورش مردم استانش کشته شد و پسر دوازده ساله اش (که نام وی در تواریخ نیامده است) جانشین وی شد. این پسر بعنوان والی گرجستان و تبریز نیز منصوب شد.